# Кулик Олександра Ігорівна
Олександра Ігорівна Кулик (нар. 12 грудня 2000) — українська футболістка, воротар житомирського «Полісся».

## Життєпис
Футбольну кар'єру розпочала 2014 року в «Спартаку». Напередодні старту сезону 2020/21 років приєдналася до «Юності». У футболці чернігівського клубу дебютувала 4 жовтня 2020 року в переможному (14:0) домашньому поєдинку 2-го туру Першої ліги України проти білокуракинської «Кобри». Олександра вийшла на поле в стартовому складі та відіграла увесь матч. У сезоні 2020/21 років зіграла 15 матчів у Першій лізі, в яких пропустила 30 м'ячів.
Наприкінці липня 2021 року підписала контракт з «Кривбасом». У футболці криворізького клубу дебютувала 6 листопада 2021 року в переможному (4:1) виїзному поєдинку Вищої ліги України проти уманських «Пантер». Кулик вийшла на поле на 82-й хвилині, замінивши Дар'ю Келюшик.
У 2023 році долучилась до складу «Динамо». За новий клуб дебютувала 16 вересня 2023 року у грі проти діючого чемпіона країни — полтавської «Ворскли». Олександра Кулик в тому матчі пропустила у власні ворота десять м'ячів. 
Після того як столичну команду було розформовано, Кулик долучилась до складу житомирського «Полісся», де стала резервною голкіперкою Ольги Рябовіл.